# Hüxterdamm

Die Lage des Hüxterdamms, rot markiert

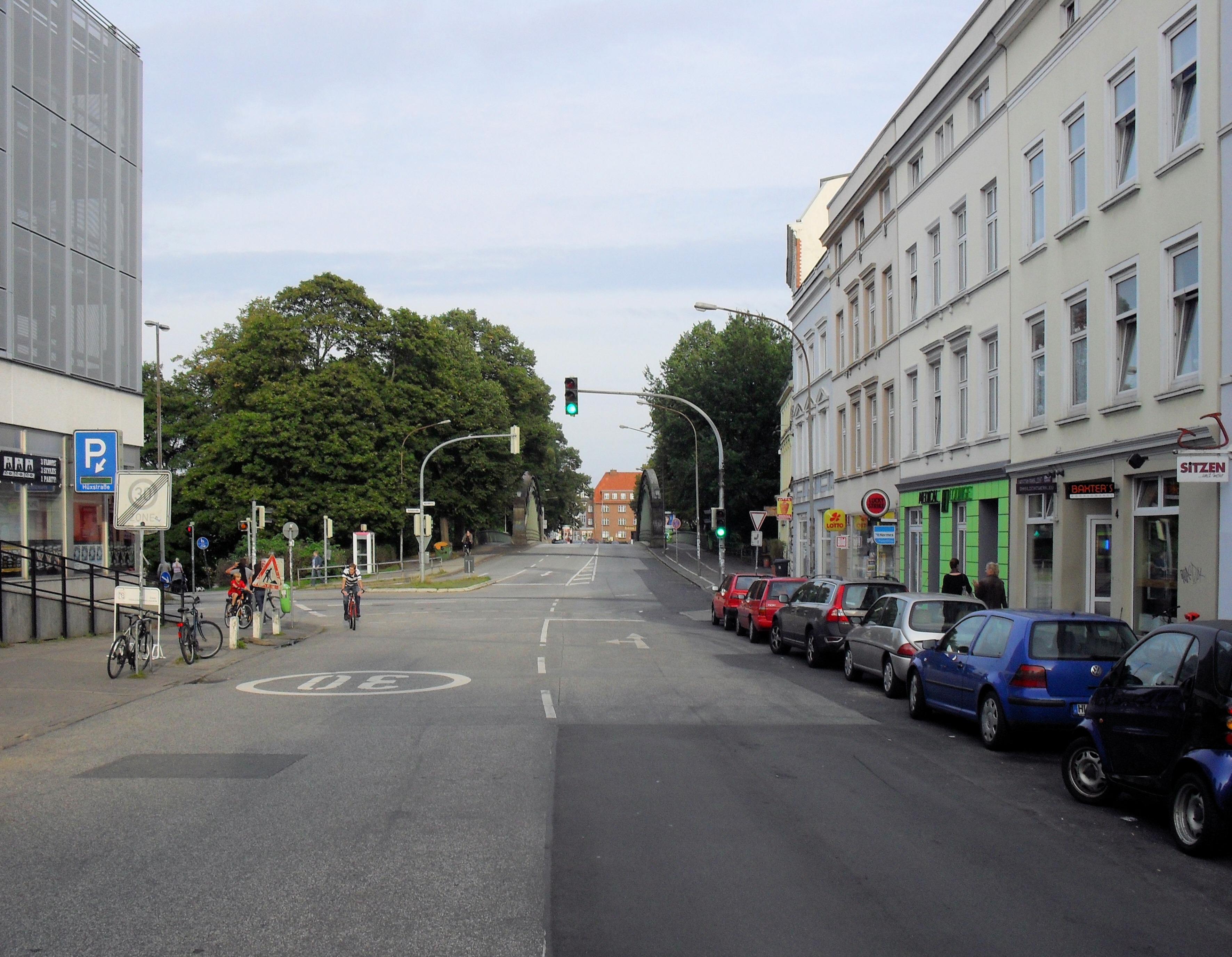
Der Hüxterdamm, Blick stadtauswärts

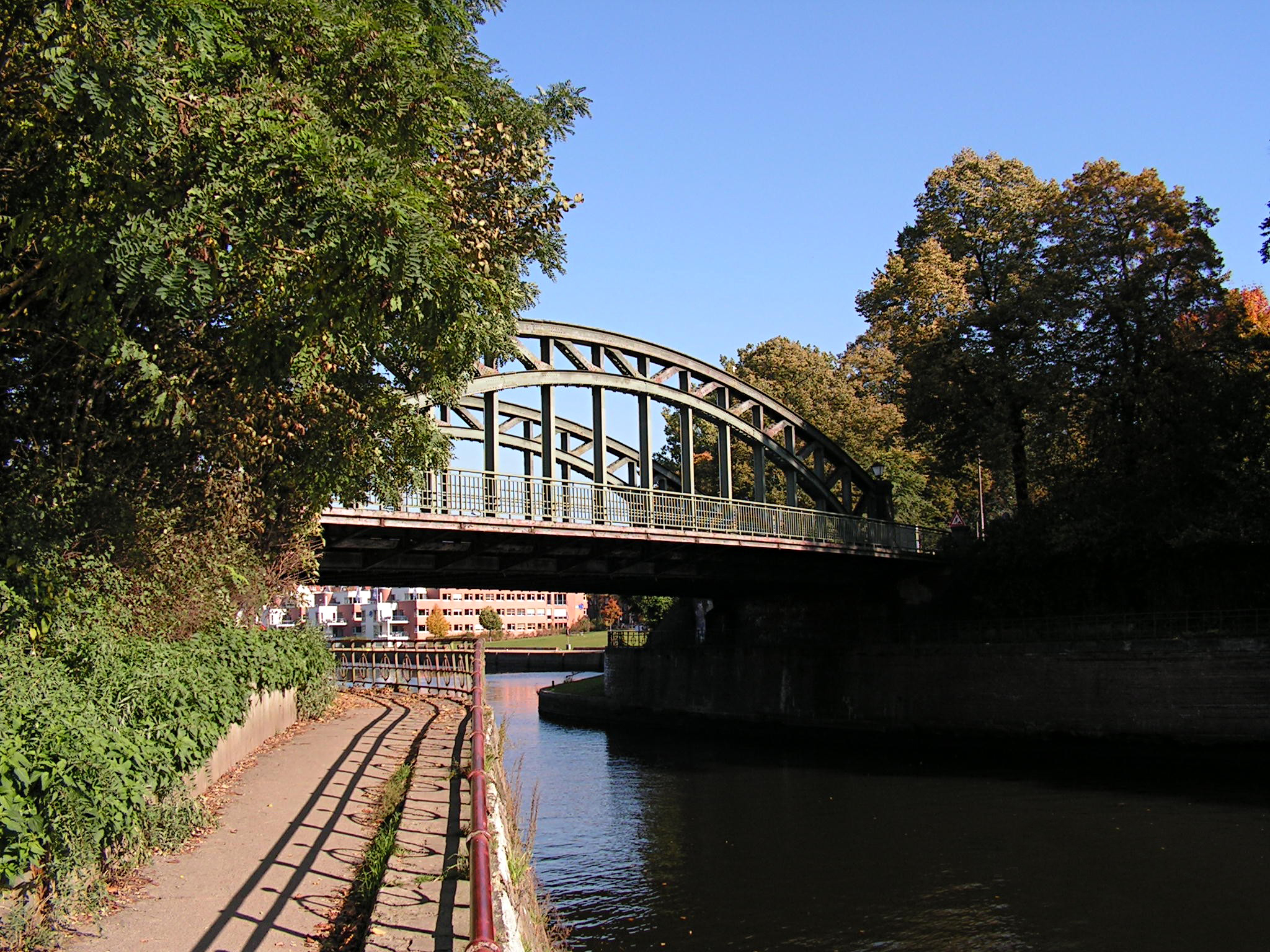
Die Hüxtertorbrücke

Der Hüxterdamm ist eine Straße der Lübecker Altstadt.

## Lage
Der etwa 320 Meter lange Hüxterdamm befindet sich am östlichen Rand der Altstadtinsel, vor dem Johannis Quartier. Er beginnt an der Straße An der Mauer, gegenüber der Einmündung der Hüxstraße, und verläuft ostwärts, wobei zunächst von Norden her die Kanalstraße auf den Hüxterdamm trifft. Auf der Hüxtertorbrücke überquert die Straße den Elbe-Lübeck-Kanal und endet schließlich dort, wo Hüxtertorallee und Falkenstraße aufeinandertreffen.

## Geschichte
Der Hüxterdamm entstand 1230, als die Lübecker mit ausdrücklicher Erlaubnis Kaiser Friedrichs II. und Albrechts I. von Sachsen am Ende der Hüxstraße einen Damm in die damals noch erheblich breitere Wakenitz legten, um den Fluss aufzustauen und durch das künstlich gesteigerte Gefälle des Gewässers die Leistungsfähigkeit der zu jener Zeit auf der Mühlenbrücke befindlichen städtischen Mühlen zu erhöhen. Auf dem Damm, dessen Stauhöhe unbekannt ist, wurde spätestens 1231 eine Kornmühle errichtet.
In dieser frühesten Form ragte der Hüxterdamm in die Wakenitz hinein, reichte jedoch noch nicht bis ans Ostufer. Diese Verlängerung erfolgte erst bei seiner bis 1289 durchgeführten Erhöhung. Von jener Zeit an bildete der Damm eine Verbindung, auf der es möglich war, den Fluss zu überqueren. Die hier vom Hüxtertor zum östlichen Wakenitzufer hinüberführende Straße wird erstmals 1388 in einer schriftlichen Quelle mit Namen genannt und schon damals als Hüxterdamm bezeichnet, in Anlehnung an die Hüxstraße, deren Verlängerung sie bildete.
Von 1294 an befand sich auf dem Hüxterdamm die Brauerwasserkunst, zu der sich 1533 die Bürgerwasserkunst gesellte und die gemeinsam bis 1867 der Versorgung der Stadt mit Wakenitzwasser dienten.
1852 wurde, angelehnt an die Brücke, die über die Zuflüsse der Wasserkünste führte, Hüxterbrücke amtlich als Straßenname festgelegt. 1884 wurde diese Benennung wieder aufgegeben und durch den bis heute gültigen Straßennamen Hüxterdamm ersetzt.
Beim Bau des Elbe-Lübeck-Kanals, der an der Ostseite der Altstadt an die Stelle der Wakenitz trat, wurde 1898 für die neue Wasserstraße ein breiter Durchstich durch den Damm gelegt und die Hüxtertorbrücke erbaut, die bis heute besteht.